# Coles Supermarkets
|  | Dieser Artikel wurde aufgrund wesentlicher Mängel auf der Wartungs- und Qualitätssicherungsseite des Portal:Unternehmen eingetragen. Artikel, die nicht signifikant verbessert werden können, werden gegebenenfalls gelöscht. Bitte hilf mit, die inhaltlichen Mängel dieses Artikels zu beseitigen, und beteilige dich an der Diskussion. |

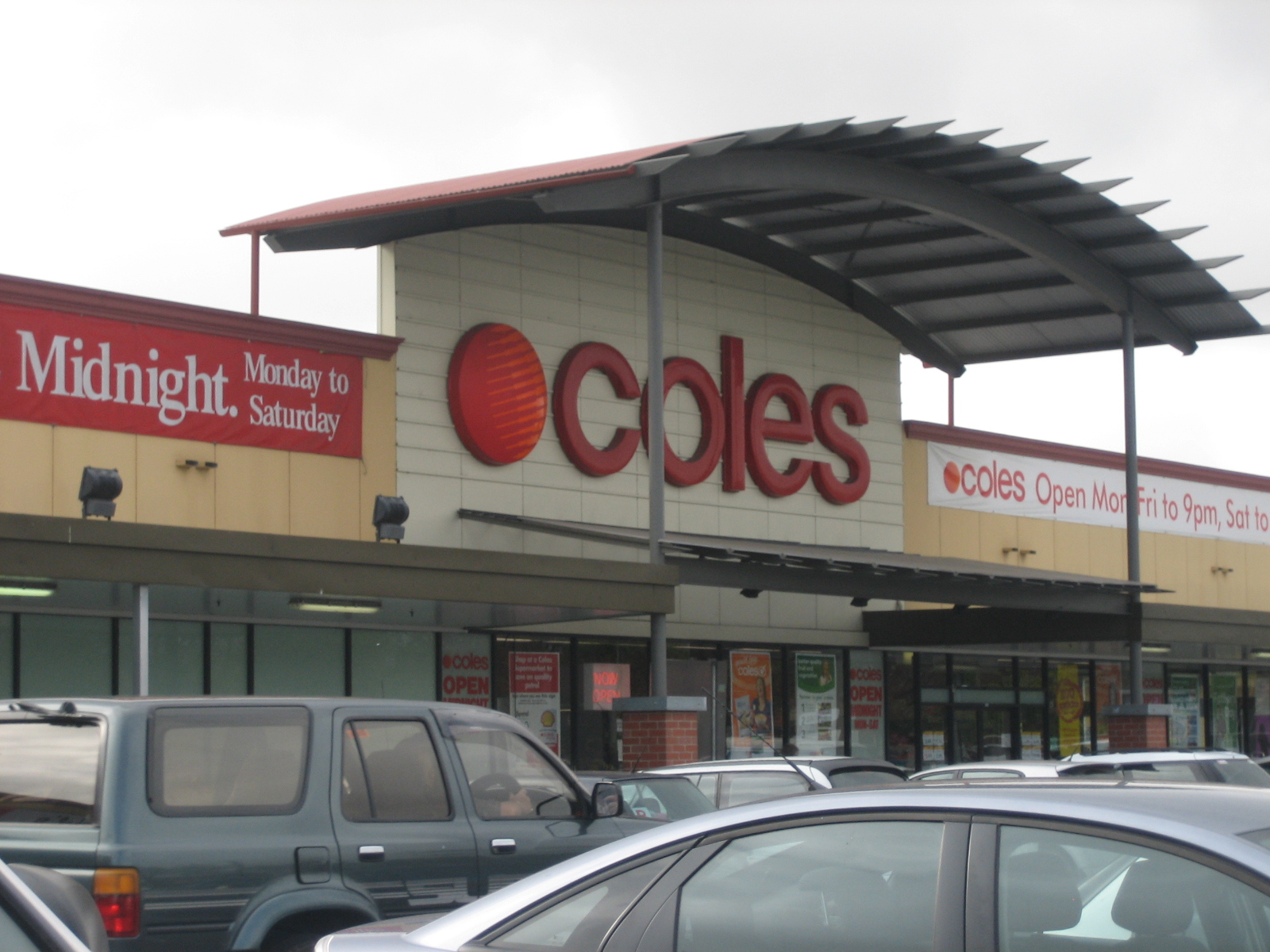
Ein Coles-Supermarkt in Adelaide, South Australia

Coles Supermarkets ist eine australische Supermarktkette. Sie ist seit dem 21. November 2018 eigenständig. Davor war sie seit dem 23. November 2007 im Besitz von Wesfarmers, vorher gehörte sie zur Coles-Myer Group. Mit über 740 Filialen mit insgesamt etwa 92.000 Angestellten ist Coles das zweitgrößte Einzelhandelsunternehmen in Australien, nach Woolworths.

## Geschichte
Coles wurde 1914 von George James (G.J.) Coles gegründet. Coles Vater besaß einen „Coles Store“ in Tasmanien.
G.J. Coles eröffnete am 9. April seinen ersten Markt unter dem Namen „Coles Variety Store“ in der Smith Street im Stadtteil Collingwood in Melbourne.
1960 eröffnete der erste Coles-Supermarkt im Melbourner Vorort North Balwyn. 1973 war es Coles erstmals gelungen, Filialen in allen größeren Städten Australiens zu betreiben. In den 1980ern wurden die Filialen in „Coles New World“ oder auch nur „New World“ umbenannt. In den frühen 1990er-Jahren wurden die Filialen in „Coles Supermarkets“ umbenannt. 2005 wurde das „circled tick“ Logo eingeführt, welches auch heute noch aktuell ist. Das Logo war bereits ab 2003 als Alternativlogo in Erscheinung getreten.
2006 begann man, die Filialen von BI-LO, Kmart, First Choice Liquor, Liquorland, Theo’s und weitere Filialketten, welche ganz oder teilweise zur Coles Group (bis Anfang 2006 Coles Myer) gehörten, in Coles umzubenennen. Allerdings wurde die Umfirmierung 2007 wegen sinkender Umsätze der umfirmierten Filialen gestoppt. Deshalb sind alle Filialketten auch heute noch auf dem australischen Markt präsent. Filialen, die sich in unmittelbarer Nähe zu einer alten Coles-Filiale befanden, wurden in „Coles Discount Grocery“ umbenannt und auf das Discountkonzept umgestellt.
Die in Western Australia Newmart Supermarkets genannten BI-LO Filialen wurden bereits in den Jahren 2002 und 2003 umbenannt. Newmart-Filialen, welche in der Nachbarschaft einer Coles-Filiale waren, wurden an Foodland verkauft und in „Action Supermarkets“ umbenannt.
Am 2. Juli 2007 übernahm die australische Firma Wesfarmers die Coles Group Limited für 22 Milliarden Australische Dollar. Die Übernahme wurde im Oktober 2007 abgeschlossen. Im August 2007 gab Wesfarmers seine Pläne zur Restrukturierung der Coles Group bekannt. Die Gruppe sollte in drei Sparten aufgeteilt werden, nämlich in Supermärkte, Alkoholläden und Kleingeschäfte.
Die Trennung von Wesfarmers erfolgte am 21. November 2018. Dabei erhielt jeder Wesfarmers-Aktionär die gleiche Anzahl an Coles-Aktien.

## Eigenmarken
Coles hat drei bekannte Eigenmarken, die 2005 die älteren Marken wie z. B. Savings, George J Coles, Farmland, Persona und Reliance ersetzten:
- Coles $mart Buy, eine Marke auf Discountpreisniveau. Die Preise orientieren sich oft an den australischen ALDI-Preisen.
- You’ll love Coles, eine Marke auf mittlerem Preisniveau.
- Coles Finest, eine Premiummarke.

2006 gab es 1.600 Produkte unter den Namen „Coles $mart Buy“ und „You’ll love Coles“.

## Filialen
Die Filialen sind logisch gegliedert z. B. in Servicebereich, Bäckereiartikel (häufig mit eigener Bäckerei), Milchprodukte, Delikatessen, frische Produkte, Getränke etc.
Da in Australien alkoholische Getränke nur unter strengen Auflagen verkauft werden dürfen, ist häufig auch ein Liquorland bzw. ein „Coles Liquor“ angeschlossen. Diese haben meistens einen zusätzlichen Eingang, um auch nachts verkaufen zu können.
In manchen Filialen, insbesondere in Western Australia, gibt es sogenannte meat rooms mit eigener Metzgerei.

## Verkaufsaktionen
- 4c-pro-Liter Benzin/Diesel-Coupon: Kauft man für $30 oder mehr bei Coles, BI-LO, Pick’n’Pay Hypermarkets oder Liquorland, erhält man einen 4 Cent pro Liter Rabattcoupon für alle Coles Express Tankstellen.
- Mittlerweile wurde dieses Angebot auf 6 Cent erhöht, wenn man zusätzlich für mindestens $2 in der Tankstelle einkauft.
- Im Dezember 2006 und Januar 2007 gab es einen Rabatt von 10 Cent pro Liter, wenn man für mehr als $80 einkaufte. Diese Aktion wurde kurze Zeit später von Woolworths kopiert.

Tankstellencoupons sind sehr verbreitet in Australien und werden auch von Restaurants, Kinos etc. vertrieben.
- Zwischen 1991 und 1993 veranstaltete Coles zusammen mit Apple Computer und zwölf großen Lieferanten eine Werbeaktion unter dem Motto „Apples for Students“ (dt.: Äpfel für Schüler (gemeint sind Apple Computer)). Schüler konnten Kassenzettel sammeln und in ihrer teilnehmenden Schule abgeben und wenn eine bestimmte Summe erreicht war, erhielt die Schule einen Apple-Macintosh-Computer geschenkt. 70 % der australischen Schulen und Kindergärten haben an diesem Programm teilgenommen und auf diesem Wege mehr als 25.000 Computer, Peripheriegeräte und Software im Wert von 13,6 Millionen Australischen Dollar erhalten.[3]

## Konkurrenten
Die Hauptkonkurrenten von Coles in Australien sind Woolworths (nicht zu verwechseln mit der Woolworth Deutschland), Independent Grocers of Australia (IGA), Foodland in South Australia und Aldi.